# Grammy Award for Best Americana Performance
Der Grammy Award for Best Americana Performance, auf Deutsch „Grammy-Award für die beste Americana-Darbietung“, ist ein Musikpreis, der bei den jährlich stattfindenden Grammy Awards verliehen wird. Ausgezeichnet werden Musiker oder Bands für besonders hochwertige Darbietungen aus dem Bereich Americana-Musik.

## Hintergrund und Geschichte
Seit 1958 werden die Grammy Awards (eigentlich Grammophone Awards) jährlich in zahlreichen Kategorien von der The Recording Academy, früher National Academy of Recording Arts and Sciences (NARAS), in den Vereinigten Staaten von Amerika vergeben, um künstlerische Leistung, technische Kompetenz und hervorragende Gesamtleistung ohne Rücksicht auf die Album-Verkäufe oder Chart-Position zu ehren.
Der Grammy Award for Best Americana Performance wurde 2022 für die Verleihung der Grammy Awards 2023 eingeführt und stellt damit neben dem Grammy Award for Best Americana Album, der seit 2010 vergeben wurde, eine zweite Kategorie für den Bereich Americana-Musik dar. Laut den Veranstaltern würdigt diese Kategorie „herausragende Darbietungen von Americana-Musik: zeitgenössische Musik, die Elemente verschiedener amerikanischer Roots-Musik- und Gesangsstile enthält, darunter Country, Roots-Rock, Folk, Bluegrass, R&B und Blues, was zu einem unverwechselbaren, an den Wurzeln orientierten Sound führt, der sich von den reinen Formen der Genres, auf die er sich stützt, abhebt. Während akustische Instrumente oft präsent und lebendig sind, wird bei Americana oft eine komplette Elektroband eingesetzt.“ Insgesamt gibt es damit neun Kategorien im Bereich Amerikanische Wurzeln (American Roots) (Stand 2023).
Laut Paul Grein konkurrierten Americana-Musikdarbietungen bisher in der Kategorie Best American Roots Performance zusammen mit Titeln aus dem Bluegrass, Blues, Folk und regionalen American-Roots-Aufnahmen. Da diese Kategorie so viele Subgenres umfasst, war sie damit eine der am stärksten gefragten Kategorien, was mit der neuen Kategorie auf zwei Kategorien aufgeteilt werden soll.

## Gewinner und nominierte Künstler
| Jahr                 | Künstler / Band                       | Nationalität       | Werk              | Weitere nominierte Künstler | Bilder der Künstler |
| -------------------- | ------------------------------------- | ------------------ | ----------------- | --- | ------------------- |
| 2023 5. Februar 2023 | Bonnie Raitt                          | Vereinigte Staaten | Made Up Mind      | - Eric Alexandrakis – Silver Moon (A Tribute to Michael Nesmith) - Asleep at the Wheel featuring Lyle Lovett – There You Go Again - Blind Boys of Alabama featuring Black Violin – The Message - Brandi Carlile featuring Lucius – You and Me on the Rock |                     |
| 2024 4. Februar 2024 | Brandy Clark featuring Brandi Carlile | Vereinigte Staaten | Dear Insecurity   | - Blind Boys of Alabama – Friendship - Tyler Childers – Help Me Make It Through the Night - Jason Isbell and the 400 Unit – King of Oklahoma - Allison Russell – The Returner                                                                             | Brandy Clark 2014   |
| 2025 2. Februar 2025 | Sierra Ferrell                        | Vereinigte Staaten | American Dreaming | - Ya Ya von Beyoncé - Subtitles von Madison Cunningham - Don’t Do Me Good von Madi Diaz featuring Kacey Musgraves - Runaway Train von Sarah Jarosz - Empty Trainload of Sky von Gillian Welch & David Rawlings                                            |                     |

## Belege
1. ↑  Grammy Awards at a Glance. In: Los Angeles Times. Tribune Company, abgerufen am 19. Juli 2010 (englisch).
2. 1 2 3  Paul Grein: 14 Rule Changes for 2023 Grammy Awards (Including 5 New Categories) auf billboard.com, 6. September 2022; abgerufen am 19. November 2022.
3. ↑  The Recording Academy: 65th Grammy Awards – Rules and Guidelines, 2022; abgerufen am 19. November 2022.